# Loving the Alien (1983–1988)
Albums de David Bowie
Welcome to the Blackout (Live London '78)
(2018) Glastonbury 2000
(2018)
Loving the Alien (1983–1988) est un coffret de David Bowie sorti en octobre 2018 qui retrace la carrière du chanteur entre 1983 et 1988. Il fait suite aux coffrets Five Years (1969–1973), Who Can I Be Now? (1974–1976) et A New Career in a New Town (1977–1982). Il est édité au format CD (11 disques) et 33 tours (15 disques).

## Contenu
Le coffret comprend les trois albums studio publiés par David Bowie durant cette période :
- Let's Dance (1983) ;
- Tonight (1984) ;
- Never Let Me Down (1987).

Never Let Me Down apparaît également dans une version réenregistrée en 2018 sous la houlette de Mario J. McNulty.
Le coffret inclut également quatre albums inédits :
- Serious Moonlight (Live '83), un enregistrement de la tournée Serious Moonlight Tour ;
- Glass Spider (Live Montreal '87), un enregistrement de la tournée Glass Spider Tour ;
- Dance, une compilation de versions longues parues à l'époque sur des maxis 45 tours ;
- Re:Call 4, une compilation de chansons sorties en single ou dans des bandes originales de films à l'époque[2].

## Titres

### Serious Moonlight (Live '83)
Toutes les chansons sont écrites et composées par David Bowie, sauf mention contraire.
| 1.  | Look Back in Anger                | David Bowie, Brian Eno                          | 3:07 |
| 2.  | "Heroes"                          | David Bowie, Brian Eno                          | 5:09 |
| 3.  | What in the World                 |                                                 | 3:44 |
| 4.  | Golden Years                      |                                                 | 3:31 |
| 5.  | Fashion                           |                                                 | 2:43 |
| 6.  | Let's Dance                       |                                                 | 4:34 |
| 7.  | Breaking Glass                    | David Bowie, Dennis Davis, George Murray        | 3:00 |
| 8.  | Life on Mars?                     |                                                 | 4:07 |
| 9.  | Sorrow                            | Bob Feldman, Jerry Goldstein, Richard Gottehrer | 2:49 |
| 10. | Cat People (Putting Out Fire)     | David Bowie, Giorgio Moroder                    | 4:20 |
| 11. | China Girl                        | David Bowie, Iggy Pop                           | 5:27 |
| 12. | Scary Monsters (and Super Creeps) |                                                 | 3:42 |
| 13. | Rebel Rebel                       |                                                 | 2:24 |

| 1. | White Light/White Heat | Lou Reed                                | 5:36 |
| 2. | Station to Station     |                                         | 8:58 |
| 3. | Cracked Actor          |                                         | 3:58 |
| 4. | Ashes to Ashes         |                                         | 3:51 |
| 5. | Space Oddity           |                                         | 6:32 |
| 6. | Young Americans        |                                         | 5:25 |
| 7. | Fame                   | David Bowie, Carlos Alomar, John Lennon | 5:36 |
| 8. | Modern Love            |                                         | 3:54 |

### Glass Spider (Live Montreal '87)
Toutes les chansons sont écrites et composées par David Bowie, sauf mention contraire.
| 1.  | Up the Hill Backwards             |                            | 3:51 |
| 2.  | Glass Spider                      |                            | 5:55 |
| 3.  | Day-In Day-Out                    |                            | 4:34 |
| 4.  | Bang Bang                         | Iggy Pop, Ivan Kral        | 4:02 |
| 5.  | Absolute Beginners                |                            | 7:08 |
| 6.  | Loving the Alien                  |                            | 7:14 |
| 7.  | China Girl                        | David Bowie, Iggy Pop      | 4:55 |
| 8.  | Rebel Rebel                       |                            | 3:30 |
| 9.  | Fashion                           |                            | 5:04 |
| 10. | Scary Monsters (and Super Creeps) |                            | 4:52 |
| 11. | All the Madmen                    |                            | 6:39 |
| 12. | Never Let Me Down                 | David Bowie, Carlos Alomar | 3:56 |

| 1.  | Big Brother            |                                         | 4:47 |
| 2.  | '87 and Cry            |                                         | 4:07 |
| 3.  | "Heroes"               | David Bowie, Brian Eno                  | 5:10 |
| 4.  | Sons of the Silent Age |                                         | 3:10 |
| 5.  | Time Will Crawl        |                                         | 5:23 |
| 6.  | Young Americans        |                                         | 5:06 |
| 7.  | Beat of Your Drum      |                                         | 4:37 |
| 8.  | The Jean Genie         |                                         | 5:23 |
| 9.  | Let's Dance            |                                         | 5:01 |
| 10. | Fame                   | David Bowie, Carlos Alomar, John Lennon | 7:05 |
| 11. | Time                   |                                         | 5:11 |
| 12. | Blue Jean              |                                         | 3:26 |
| 13. | Modern Love            |                                         | 4:53 |

### Dance
Toutes les chansons sont écrites et composées par David Bowie, sauf mention contraire.
| No  | Titre                                          | Auteur                               | Durée |
| --- | ---------------------------------------------- | ------------------------------------ | ----- |
| 1.  | Shake It (Re-Mix aka Long Version)             |                                      | 5:21  |
| 2.  | Blue Jean (Extended Dance Mix)                 |                                      | 5:20  |
| 3.  | Dancing with the Big Boys (Extended Dance Mix) | David Bowie, Iggy Pop, Carlos Alomar | 7:31  |
| 4.  | Tonight (Vocal Dance Mix)                      | David Bowie, Iggy Pop                | 4:31  |
| 5.  | Don't Look Down (Extended Dance Mix)           | Iggy Pop, James Williamson           | 4:55  |
| 6.  | Loving the Alien (Extended Dub Mix)            |                                      | 7:15  |
| 7.  | Tumble and Twirl (Extended Dance Mix)          | David Bowie, Iggy Pop                | 5:05  |
| 8.  | Underground (Extended Dance Mix)               |                                      | 7:54  |
| 9.  | Day-In Day-Out (Groucho Mix)                   |                                      | 6:28  |
| 10. | Time Will Crawl (Dance Crew Mix)               |                                      | 5:34  |
| 11. | Shining Star (Makin' My Love) (12" Mix)        |                                      | 6:27  |
| 12. | Never Let Me Down (Dub/Acapella)               | David Bowie, Carlos Alomar           | 6:02  |

### (Re:Call 4)
Toutes les chansons sont écrites et composées par David Bowie, sauf mention contraire.
| 1.  | Let's Dance (version single)                                                                         |                                                           | 4:09 |
| 2.  | China Girl (version single)                                                                          | David Bowie, Iggy Pop                                     | 4:17 |
| 3.  | Modern Love (version single)                                                                         |                                                           | 3:59 |
| 4.  | This Is Not America (avec le Pat Metheny Group, tiré de la bande originale du film Le Jeu du faucon) | David Bowie, Pat Metheny, Lyle Mays                       | 3:51 |
| 5.  | Loving the Alien (version single)                                                                    |                                                           | 4:43 |
| 6.  | Don't Look Down (version remixée)                                                                    | Iggy Pop, James Williamson                                | 4:06 |
| 7.  | Dancing in the Street (avec Mick Jagger)                                                             | Marvin Gaye, William "Mickey" Stevenson, Ivory Joe Hunter | 3:11 |
| 8.  | Absolute Beginners (tiré de la bande originale du film Absolute Beginners)                           |                                                           | 8:04 |
| 9.  | That's Motivation (tiré de la bande originale du film Absolute Beginners)                            |                                                           | 4:19 |
| 10. | Volare (tiré de la bande originale du film Absolute Beginners)                                       | Domenico Modugno, Franco Migliacci                        | 3:15 |
| 11. | Labyrinth Opening Titles/Underground (de la bande originale du film Labyrinthe)                      | David Bowie, Trevor Jones                                 | 3:21 |
| 12. | Magic Dance (de la bande originale du film Labyrinthe)                                               |                                                           | 4:12 |
| 13. | As the World Falls Down (de la bande originale du film Labyrinthe)                                   |                                                           | 4:50 |
| 14. | Within You (de la bande originale du film Labyrinthe)                                                |                                                           | 3:29 |
| 15. | Underground (de la bande originale du film Labyrinthe)                                               |                                                           | 5:57 |

| 1.  | When the Wind Blows (de la bande originale du film Quand souffle le vent) | David Bowie, Erdal Kızılçay | 3:35 |
| 2.  | Day-In Day-Out (version single)                                           |                             | 4:14 |
| 3.  | Julie (face B de Day-In Day-Out)                                          |                             | 3:34 |
| 4.  | Beat of Your Drum (version du 33 tours)                                   |                             | 4:32 |
| 5.  | Glass Spider (version du 33 tours)                                        |                             | 4:56 |
| 6.  | Shining Star (Makin' My Love) (version du 33 tours)                       |                             | 4:05 |
| 7.  | New York's in Love (version du 33 tours)                                  |                             | 3:55 |
| 8.  | '87 and Cry (version du 33 tours)                                         |                             | 3:53 |
| 9.  | Bang Bang                                                                 | Iggy Pop, Ivan Kral         | 4:03 |
| 10. | Time Will Crawl (version single)                                          |                             | 4:03 |
| 11. | Girls (version longue)                                                    | David Bowie, Erdal Kızılçay | 5:34 |
| 12. | Never Let Me Down (version single remixée)                                | David Bowie, Carlos Alomar  | 3:59 |
| 13. | Bang Bang (en concert, single promotionnel)                               | Iggy Pop, Ivan Kral         | 4:07 |
| 14. | Tonight (en concert avec Tina Turner)                                     | David Bowie, Iggy Pop       | 4:19 |
| 15. | Let's Dance (en concert avec Tina Turner)                                 |                             | 3:25 |